# Van Tilburg Mode & Sport B.V.
Van Tilburg Mode & Sport B.V. is een Nederlandse kledingzaak uit de Noord-Brabantse plaats Nistelrode. Naast de hoofdvestiging in Nistelrode, heeft de winkel ook vestigingen in Ravenstein en Schijndel. Verder heeft het bedrijf een webshop. Het is de grootste zelfstandige modezaak van Nederland.
De hoofdwinkel in Nistelrode heeft een oppervlakte van zo'n 10.000 m². Daarnaast zijn er nog een aantal winkels in het centrum met ongeveer 300 m² aan oppervlakte: een kinderkledingzaak, een sportwinkel, een outlet. 
In de hoofdvestiging werken tevens coupeuses in een naaiatelier om kleding direct voor de klanten te verstellen.
Het bedrijf behaalde in 2021 een netto-omzet van € 57.863.622 en een bruto bedrijfsresultaat van € 6.471.664. Na aftrek van belastingen kwam het netto bedrijfsresultaat in 2021 uit op € 5.071.957. In 2021 had het bedrijf gemiddeld 355 werknemers in dienst. 

## Geschiedenis
In 1885 opende Johannes van Tilburg een manifacturen- en fourniturenhandel. Op 16 mei 1950 openden Jan van Tilburg en zijn echtgenote Bets de kleermakerswinkel Van Tilburg Mode in Nistelrode. Elf jaar later verhuist het echtpaar met hun zaak naar het centrum van Nistelrode en daar groeit Van Tilburg, langs de weg van de geleidelijkheid, uit tot de grootste zelfstandige modewinkel van Nederland. Vanaf 1988 is Paul van Tilburg, derde generatie binnen het familiebedrijf, de directeur. De vierde generatie is met Mathijs en Paul van Tilburg in 2016 toegetreden tot het bestuur.

## Groepsverhoudingen
Van Tilburg Mode & Sport B.V. maakt deel uit van een groep vennootschappen met aan het hoofd „HoIding van Tilburg B.V.” te Nistelrode. Van TiIburg Mode & Sport B.V. heeft een niet-geconsolideerd belang in „Stockbase B.V.” te Eindhoven van 2%.